# Zach Baylin

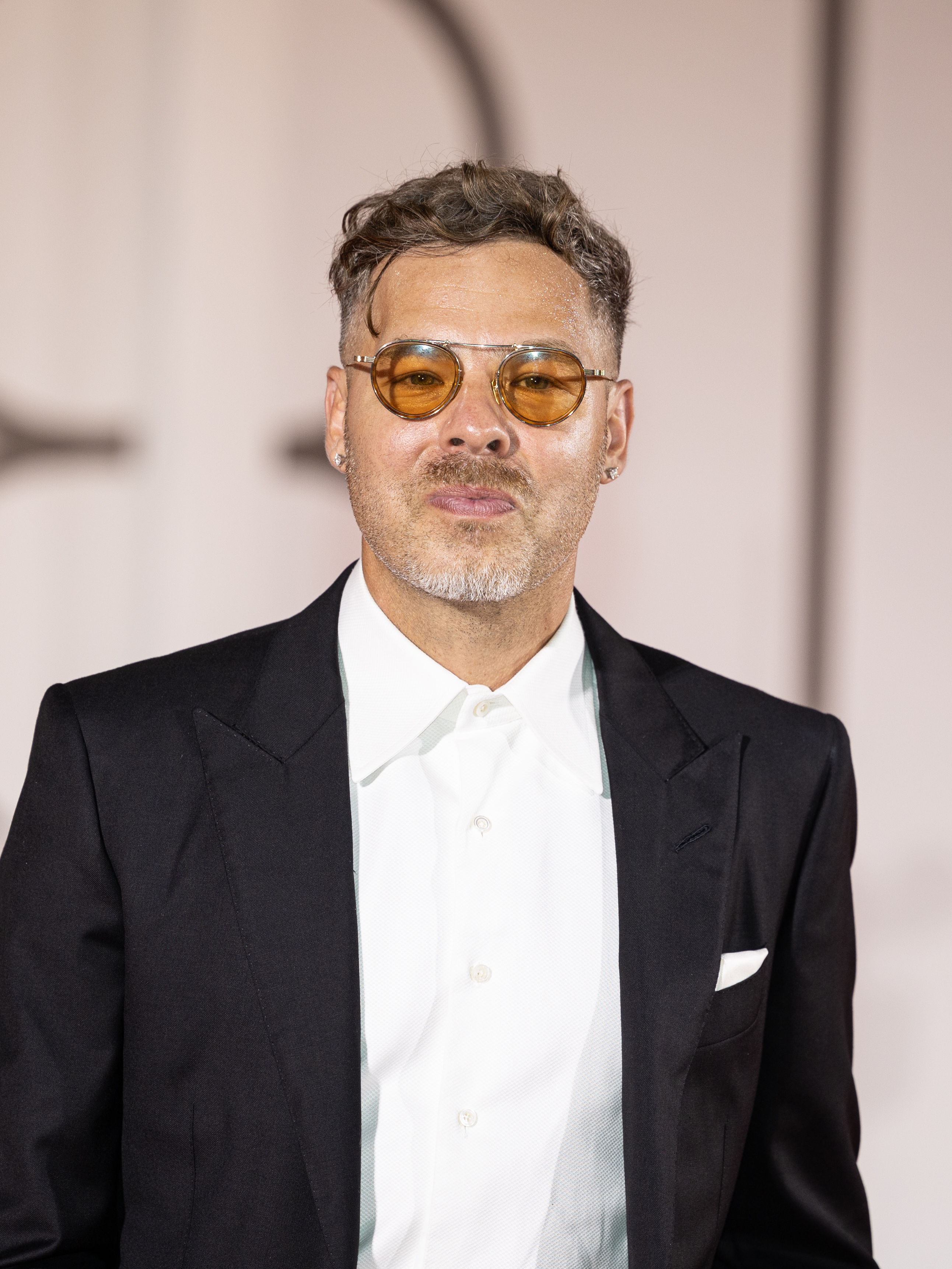
Zach Baylin (2024)

Zachary „Zach“ Baylin (* 1980) ist ein US-amerikanischer Drehbuchautor und Grafiker/Requisiteur. Er erhielt für seine Arbeit an dem Film King Richard von Reinaldo Marcus Green eine Nominierung für das beste Originaldrehbuch.

## Leben
Zach Baylin wurde 1980 als Zachary Jones Baylin in den USA geboren. Er ist Absolvent der Johns Hopkins University in Baltimore.
Am Anfang seiner Tätigkeit im Filmbereich arbeitete er als Grafiker und Requisiteur an mehreren Film- und Fernsehprojekten, darunter Boardwalk Empire, Mildred Pierce, The Blacklist, Gossip Girl und Side Effects.
Sein Drehbuch mit dem Titel King Richard landete im Jahr 2018 auf der Black List der besten unverfilmten Ideen Hollywoods. Der von Reinaldo Marcus Green inszenierte, auf seinem Drehbuch basierende Film mit Will Smith in der Titelrolle, feierte im September 2021 beim Telluride Film Festival seine Premiere. Im Februar 2020 wurde bekannt, dass Baylin auch das Drehbuch für Creed III – Rocky’s Legacy schreiben sollte, bei dem Michael B. Jordan Regie führt.
Im Jahr 2022 wurde er in die Academy of Motion Picture Arts and Sciences (AMPAS) berufen, die alljährlich die Oscars vergibt.
Zach Baylin lebt in Los Angeles, wo er das Filmproduktionsunternehmen Youngblood Pictures mitgründete. Seit 2010 ist er mit Katherine Temma Susman verheiratet.

## Filmografie
- 2005: Das Ende der Unschuld (12 and Holding, als Set Dresser)
- 2021: King Richard
- 2023: Creed III – Rocky’s Legacy (Creed III)
- 2023: Gran Turismo
- 2024: Bob Marley: One Love
- 2024: The Crow
- 2024: The Order

## Auszeichnungen
British Academy Film Award
- 2022: Nominierung für das Beste Originaldrehbuch (King Richard)

Critics’ Choice Movie Award
- 2022: Nominierung für das Beste Originaldrehbuch (King Richard)

Oscar
- 2022: Nominierung für das Beste Originaldrehbuch (King Richard)

Satellite Award
- 2021: Nominierung für das Beste Originaldrehbuch (King Richard)

Writers Guild of America Award
- 2022: Nominierung für das Beste Originaldrehbuch (King Richard)[10]